# Die Freundschaft (Gedicht)
Die Freundschaft ist ein von Friedrich Schiller verfasstes Gedicht.

## Analyse
Das Gedicht hat zehn Strophen mit jeweils sechs Versen. Die Strophen beginnen mit einem Paarreim, dem ein Blockreim folgt.

## Hintergrund
Das Gedicht ist integriert in einen fiktiven Briefwechsel zweier Jünglinge. Die von Schiller erfundenen Jünglinge sind im Wesen gegensätzliche Personen. Sie heißen Julius und Raphael. „Die Freundschaft“ ist dabei eine Äußerung des Julius, die sich an Raphael richtet. Mit diesen Briefen, die sich mit Wahrheit, Sittlichkeit und der Revolution des Denkens beschäftigen, wollte Schiller einen Roman verfassen. Dazu kam es aber nicht.

## Inhalt
Das Gedicht handelt davon, dass Julius einen Freund hat.
„[...] Hab aus Millionen Dich umwunden, Und aus Millionen mein bist Du [...]“
Das macht ihn glücklich
„Glücklich! glücklich! Dich hab ich gefunden [...]“.
Ein Freund ist wie der Himmel auf Erden
„[...] Heller spiegelt in des Freundes Gebärde Reizender der Himmel sich.“.
Alle Tränen und Leiden werden abgeworfen
„Schwermut wirft die bange Thränenlasten, Süßer von des Leidens Sturm zu Rasten, In der Liebe Busen ab [...]“.
Ein Freund vertreibt die Einsamkeit und gäbe es keinen, würde man davon träumen. Liebe, nicht Hass ist göttlich!
„Tode Gruppen sind wir- wenn wir hassen, Götter- wenn wir liebend uns umfassen!“
Egal ob gebildet oder ungebildet gehen alle am Ende mit ihrem Freund im Arm in den Tod
„Arm in Arme [...] Vom Mongolen bis zum griechischen Seher [...] Wallen wir [...] Bis sich dort im Meer ew´gen Glanzes Sterbend untertauchen Maaß und Zeit-“.
Auch Gott ist uns in Freundschaft verbunden, denn er schuf für uns Gleichgesinnte (Freunde). Er selbst jedoch ist einzigartig und unendlich
„[...] darum schuf er Geister, Sel´ge Spiegel seiner Seligkeit – Fand das höchste Wesen schon kein Gleiches [...]“.

## Rezeption
Der Abdruck des Gedichtes in Adolf Brands Zeitschrift Der Eigene löste 1903 einen Eklat aus, da es in diesem Rahmen als homoerotische Hymne interpretiert wurde.

## Quelle
- Heinz Ludwig Arnold (Hrsg.): "Friedrich von Schiller." In:"Kindlers Literatur Lexikon." 3., völlig neu bearbeitete Auflage. 18 Bde. Metzler, Stuttgart/Weimar 2009, ISBN 978-3-476-04000-8, Bd. 14 S. 495–322 [Biogramm, 18 Werkartikel und 2 Werkgruppenartikel].